# Слобідка (пункт контролю)
47°53′12″ пн. ш. 29°20′47″ сх. д. / 47.88667° пн. ш. 29.34639° сх. д.
Слобі́дка — пункт контролю через Державний кордон України на кордоні з Молдовою (невизнана республіка Придністров'я).
Розташований в Одеській області, Кодимський район, в однойменному селищі міського типу, де розташована станція Слобідка. Через смт проходить автошлях Р75 та Т 1622. Із молдовського боку розташований пункт пропуску «Колбасна» у селі Колбасна, Рибницький район, у напрямку Рибниці.
Вид пункту пропуску — залізничний. Статус пункту пропуску — міжнародний.
Характер перевезень — пасажирський, вантажний.
Окрім радіологічного, митного та прикордонного контролю, пункт контролю «Слобідка» може здійснювати санітарний, фітосанітарний, ветеринарний та екологічний контроль.
Пункт контролю «Слобідка» входить до складу митного посту «Котовськ» Південної митниці. Код пункту пропуску — 50010 36 00 (12).